# Juan Luque de Serrallonga
Juan Luque de Serrallonga  (Girona, 1882. május 31. – Mexikóváros, 1967. július 16.) spanyol származású mexikói labdarúgókapus és edző.

## Pályafutása
Karrierjét a spanyol Español de Cádiz labdarúgó csapatánál kezdte, majd egy szezont a Sevilla játékoskeretében töltött el. A  bajnokság végén azonban visszatért első csapatához.
1928 júliusában vándorolt ki Mexikóba és az 1930-as labdarúgó-világbajnokságon a mexikói válogatott szövetségi kapitányaként tevékenykedett.
A válogatott után a nemzeti bajnokságban próbált szerencsét az Asturias csapatánál, de legnagyobb sikerét az 1949–1950-es bajnoki szezonban érte el, amikor bajnoki címhez segítette a Veracruz együttesét.

## Sikerei, díjai
- Tiburones Rojos de Veracruz
  - Mexikói bajnok: 1950